# Don Taylor
Pour les articles homonymes, voir Taylor.
Don Taylor est un réalisateur, acteur, scénariste et producteur américain né le 13 décembre 1920 à Freeport, Pennsylvanie (États-Unis), mort le 29 décembre 1998 à Los Angeles (Californie).

## Biographie
De 1944 à leur divorce en 1956, il est marié à l'actrice Phyllis Avery avec laquelle il a eu deux filles, Anne et Avery. Sa deuxième épouse était Hazel Court, qu'il a épousée en 1964 et qui est restée avec lui jusqu'à sa mort. Ils ont eu un fils, Jonathan, et une fille, Courtney.

## Filmographie

### Réalisateur

#### Cinéma
- 1961 : Everything's Ducky
- 1964 : Ride the Wild Surf
- 1967 : Le Valet de carreau (Jack of Diamonds)
- 1969 : Cinq Hommes armés
- 1971 : Les Évadés de la planète des singes
- 1973 : Tom Sawyer
- 1976 : Echoes of a Summer
- 1976 : Un cow-boy en colère (The Great Scout & Cathouse Thursday)
- 1977 : L'Île du docteur Moreau
- 1978 : Damien : La Malédiction 2
- 1980 : Nimitz, retour vers l'enfer

#### Télévision
Séries télévisées
- 1958 : The Rifleman
- 1959 : Denis la petite peste
- 1960 : The Barbara Stanwyck Show (en)
- 1960 : Hong Kong
- 1961 : The Dick Powell Show (en)
- 1961 : Le Jeune Docteur Kildare
- 1963 : The Farmer's Daughter
- 1963 : L'Homme à la Rolls
- 1966 : Preview Tonight
- 1967 : La Nonne volante
- 1968 : Opération vol
- 1971 : Cannon

Téléfilms
- 1960 : Full Speed for Anywhere
- 1961 : Everything's Ducky
- 1962 : Octavius and Me
- 1963 : Rockabye the Infantry
- 1964 : Ride the Wild Surf
- 1968 : Something for a Lonely Man (en)
- 1969 : The Confessions of Marian Evans
- 1970 : Femmes sauvages (Wild Women)
- 1972 : Heat of Anger
- 1972 : Chasseur d'homme
- 1974 : Night Games
- 1974 : Honky Tonk
- 1977 : The Hemingway Play
- 1977 : A Circle of Children
- 1979 : The Gift
- 1980 : The Promise of Love (en)
- 1981 : Broken Promise
- 1981 : Red Flag: The Ultimate Game
- 1982 : Drop-Out Father
- 1983 : Listen to Your Heart
- 1983 : Ghost Dancing
- 1983 : September Gun
- 1984 : He's Not Your Son
- 1985 : Mes 400 coups : la légende d'Errol Flynn
- 1985 : Les Filles du KGB
- 1985 : Going for the Gold: The Bill Johnson Story
- 1986 : Petite annonce pour grand amour
- 1987 : Ghost of a Chance
- 1988 : The Diamond Trap

### Acteur

#### Cinéma
- 1943 : Et la vie continue (The Human Comedy) de Clarence Brown : Soldat à la gare
- 1943 : Who's Superstitious? : Marin
- 1943 : Salute to the Marines (en) de S. Sylvan Simon : Membre de l'équipe de démolition
- 1943 : Swing Shift Maisie de Norman Z. McLeod : Jeune pilote
- 1943 : La Parade aux étoiles (Thousands Cheer) de George Sidney : Soldat à la gare
- 1943 : Fou de girls de Norman Taurog : Garçon
- 1944 : La Victoire des ailes (Winged Victory) de George Cukor : Danny 'Pinkie' Scariano
- 1947 : Meurtre en musique (Song of the Thin Man) de Edward Buzzell : Buddy Hollis
- 1948 : La Cité sans voiles (The Naked City) de Jules Dassin : Det. Jimmy Halloran
- 1948 : La Petite Téléphoniste (For the Love of Mary) de Frederick de Cordova : David Paxton
- 1949 : Embuscade (Ambush)  de Sam Wood : Lt. Linus Delaney
- 1949 : Bastogne de William A. Wellman : Pvt. Standiferd
- 1950 : Le Père de la mariée (Father of the Bride) de Vincente Minnelli : Buckley Dunstan
- 1951 : Raid secret (Target Unknown) de George Sherman : Lt. Frank Webster
- 1951 : Allons donc, papa ! (Father's Little Dividend) de Vincente Minnelli : Buckley Dunstan
- 1951 : Les Diables de Guadalcanal (Flying Leathernecks) de Nicholas Ray: Lt. Vern 'Cowboy' Blithe
- 1951 : La Femme au voile bleu (The Blue Veil) de Curtis Bernhardt : Dr Robert Palfrey
- 1951 : Duel sous la mer (Submarine Command) de John Farrow : Lt. Cmjdr. Peter Morris
- 1952 : Japanese War Bride de King Vidor : Jim Sterling
- 1953 : The Girls of Pleasure Island de F. Hugh Herbert et Alvin Ganzer : Lt. Gilmartin
- 1953 : Destination Gobi de Robert Wise : Jenkins
- 1953 : Stalag 17 de Billy Wilder : Lt. James Skylar Dunbar
- 1954 : La Revanche de Robin des Bois de Val Guest : Robin des bois
- 1954 : Les Bolides de l'enfer (Johnny Dark) de George Sherman : Duke Benson
- 1955 : Une femme en enfer (I'll Cry Tomorrow) de Daniel Mann : Wallie
- 1956 : Le Brave et le Téméraire (The Bolt and the Brave) de Lewis R. Foster : Prêcheur
- 1956 : Ride the High Iron de Don Weis : Hugo Danielchik
- 1957 : Esclave des Amazones (Love Slaves of the Amazons) de Curt Siodmak : Dr Peter Masters

### Scénariste

#### Télévision
- 1986 : Petite annonce pour grand amour
- 1985 : Mes 400 coups: la légende d'Errol Flynn

### Producteur

#### Télévision
- 1962 : Octavius and Me
- 1981 : Broken Promise
- 1983 : Listen to Your Heart